# إبعاد الغمم عن إيقاظ الهمم في شرح الحكم (كتاب)
إبعاد الغمم عن إيقاظ الهمم في شرح الحكم كتاب في التصوف، يشرح كتاب الحكم العطائية للشيخ أحمد بن عطاء الله السكندري، وهو كتاب يشتمل على ثلاثمائة حكمة في التربية والسلوك والتوحيد، وقد تعددت شروحات هذه الحكم؛ إلا أن شرح الإمام ابن عجيبة يعتبر من أكثر الشروح شهرة وتداولا بين مريدي الطرق الصوفية ومشايخ الصوفية.